# Leaf International
Leaf International was een Nederlandse multinational en de moedermaatschappij van de Leaf-groep, een internationaal opererende snoepgoedfabrikant. Het hoofdkantoor was gevestigd in het Nederlandse Oosterhout met snoepfabrieken in Sneek, Roosendaal en Turnhout.
Leaf was eigendom van investeringsfondsen CVC Capital en Nordic Capital die de snoepwarendivisie RSB Leaf in 2004 overnamen van CSM.
Onder CVC Capital/Nordic Capital was Leaf International opgedeeld in twee divisies genaamd Leaf Holland en Leaf Holland Distribution. Onder Leaf Holland vielen de produktielokaties en enkele merken. Leaf Holland Distributie was verantwoordelijk voor de marketing en distributie van de Leaf merken alsmede enkele merken van andere fabrikanten en de herverpakking voor huismerken. Beiden divisies bezaten enkele merknamen. In 2007 ging Leaf Holland Distributie zelfstandig verder na een managementbuy-out onder de naam Copar, wat staat voor Confectionery Partners Netherlands. Copar neemt enkele merken mee en koopt later nog wat merken over, waaronder Rang, en is gevestigd in Raamsdonksveer.
Op 15 februari 2012 fuseerde Leaf met de Italiaans/Zweedse onderneming Cloetta en verdween de naam Leaf.

## Merken
Bekende merken van Leaf waren:
- Läkerol
- Malaco
- Venco
- Sportlife
- Xylifresh
- Red Band
- KING